# Portsmouth (Nuevo Hampshire)
Portsmouth es una ciudad ubicada en el condado de Rockingham en el estado estadounidense de Nuevo Hampshire. En el Censo de 2010 tenía una población de 20 779 habitantes y una densidad poblacional de 476,16 personas por km² . En el Censo de 2020 tenía una población de 21 956 habitantes.

## Geografía
Portsmouth se encuentra ubicada en las coordenadas 43°3′38″N 70°46′49″O / 43.06056, -70.78028. Según la Oficina del Censo de los Estados Unidos, Portsmouth tiene una superficie total de 43.64 km², de la cual 40.49 km² corresponden a tierra firme y 3.14 km² (7.21 %) es agua.

## Demografía
Según el censo de 2010, había 20 779 personas residiendo en Portsmouth. La densidad de población era de 476,16 hab./km². En el Censo de 2020 tenía una población de 21 956 habitantes.